# Asian Sevens Series 2013
El Asian Sevens Series de 2013 fue la quinta temporada del circuito de selecciones nacionales masculinas asiáticas de rugby 7.

## Calendario
| Torneo                  | Ciudad       | Fecha                               | Campeón   |
| ----------------------- | ------------ | ----------------------------------- | --------- |
| Seven de Borneo 2013    | Kuala Lumpur | 31 de agosto - 1 de septiembre      | Japón     |
| Seven de Bang Saen 2013 | Bang Saen    | 21 de septiembre - 22 de septiembre | Japón     |
| Seven de Bombay 2013    | Bombay       | 12 de octubre - 13 de octubre       | Hong Kong |
| Seven de Singapur 2013  | Singapur     | 9 de noviembre - 10 de noviembre    | Japón     |

## Tabla de posiciones
| Pos | País                   | MLS | CHN | IND | SGP | Puntos |
| --- | ---------------------- | --- | --- | --- | --- | ------ |
| 1   | Japón                  | 12  | 12  | 11  | 12  | 47     |
| 2   | Hong Kong              | 11  | 11  | 12  | 11  | 45     |
| 3   | Sri Lanka              | 9   | 10  | 10  | 8   | 37     |
| 4   | Corea del Sur          | 10  | 9   | 6   | 9   | 34     |
| 5   | Filipinas              | 5,5 | 8   | 8   | 6   | 27,5   |
| 6   | Malasia                | 8   | 5   | 9   | 5   | 27     |
| 7   | Tailandia              | 7   | 7   | 7   | 4   | 25     |
| 8   | Taiwán                 | 5,5 | 3   | 4   | 7   | 19,5   |
| 9   | China                  | 2   | 4   | 3   | 10  | 19     |
| 10  | Singapur               | 3   | 2   | 5   | 3   | 13     |
| 11  | Kazajistán             | 4   | 6   | 2   | –   | 12     |
| 12  | Indonesia              | –   | –   | –   | 2   | 2      |
| 13  | Emiratos Árabes Unidos | 1   | 0   | 0   | 1   | 2      |
| 14  | Laos                   | –   | 1   | –   | –   | 1      |
| 15  | Irán                   | –   | –   | 1   | –   | 1      |
| 16  | Afganistán             | –   | –   | 0   | –   | 0      |
| 17  | Uzbekistán             | –   | 0   | –   | –   | 0      |
| 18  | Camboya                | –   | 0   | –   | –   | 0      |
| 19  | India                  | –   | 0   | 0   | –   | 0      |

| Bandera de Japón |
| Campeón Japón    |
| 3º título        |